# 東京・河口湖号
東京・河口湖号（とうきょう・かわぐちこごう）は、東京都と山梨県南都留郡富士河口湖町・山中湖村を結ぶ昼行高速バスである。
乗車する際に事前の予約が必要となる予約指定制を採用している。

## 概要
東京駅と富士五湖エリアを結ぶ高速バスとして、2002年3月に東名高速道路経由で開通した路線である。当初は1日6往復の運行であったが、のちに8往復に増便、停留所の一部増設などが行われた。
2010年代に入り、外国人旅行者の増加などにより富士五湖エリアへのバス需要が増大したため、2016年3月に富士急グループが東京駅鉄鋼ビルから中央自動車道経由で富士五湖エリアに向かう路線を新設（1日12往復）した。同年5月からは、2路線を統合する形で東京駅八重洲南口（一部鉄鋼ビル経由・降車は日本橋口） - 富士五湖エリアを中央道経由で結ぶ路線（1日20往復）にリニューアルされている。
これに伴い、東京駅 - 御殿場駅を結ぶ路線は「東京・箱根号」（のち廃止）のみとなり、廃止となった御殿場周辺の一部停留所は、渋谷 - 河口湖線が継承した。
東京・河口湖号の往復乗車券と富士急ハイランドのフリーパスをセットにした「富士急ハイランドセット券」を発売している。また、河口湖駅駐車場利用者には、駐車料金の割引がある（1日500円）。

## 運行会社
- ジェイアールバス関東（東京支店）
- 富士急バス（本社営業所）
- フジエクスプレス（江戸川営業所・埼玉営業所）

 過去の運行会社 
- 富士急行観光（本社営業所・埼玉営業所）
  - 2021年12月1日：フジエクスプレスと経営統合し会社消滅による。

## 運行経路

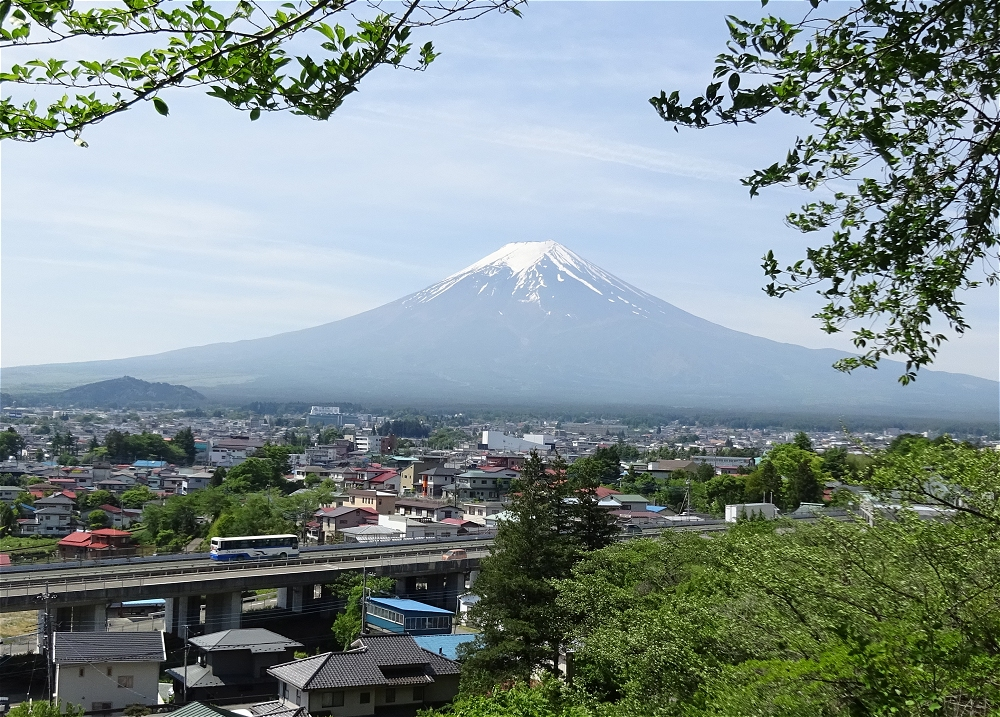
中央道経由になった東京・河口湖号

- 東京駅八重洲南口（着：日本橋口） → 東京駅八重洲北口・鉃鋼ビル（※富士急運行便のうち河口湖駅行のみ） - 東京ドームホテル（※富士急運行便のうち1往復のみ）  - （首都高速道路） - （中央自動車道） - 富士急ハイランド - 富士山駅 - 河口湖駅
- 東京駅八重洲南口（着：日本橋口） → 東京駅八重洲北口・鉃鋼ビル - （首都高速道路） - （中央自動車道） - 富士急ハイランド - 河口湖駅 - 富士山駅 - 忍野しのびの里 - 忍野八海 - ファナック前 - 富士山山中湖（ホテルマウント富士入口） - 山中局入口 - 山中湖村役場前 - 山中湖旭日丘
  - 山中湖旭日丘を発着するのは富士急運行便のうち3往復。
  - 東京駅10時20分発までは八重洲南口始発（富士急運行便のうち3本は鉃鋼ビルにも停車）、以降の出発便は鉃鋼ビル始発。到着便は全便日本橋口に到着。
- 東京駅八重洲北口・鉃鋼ビル（着：日本橋口） - （首都高速道路） - （中央自動車道） - 富士急ハイランド - 富士山駅 - 河口湖駅 - 遊覧船・ロープウェイ入口 - 久保田一竹美術館 - 河口湖自然生活館

### 2016年5月8日までの運行経路
- 東京駅（発：八重洲南口、着：日本橋口） - 霞が関（※東京駅行のみ） - 六本木ヒルズ（※土曜・休日の一部便のみ停車） - 池尻大橋（※土曜・休日の一部の東京駅行のみ停車） - （首都高速道路） - 東名向ヶ丘 - （東名高速道路） - 市が尾バスターミナル - （東名高速道路） - 御殿場駅 - 御殿場市立図書館 - 富士学校前 - （東富士五湖道路） - 富士山山中湖（ホテルマウント富士入口） - （東富士五湖道路） - 富士北麓駐車場 - 富士急ハイランド - 河口湖駅
  - 東名経由の時代は、途中足柄SAで休憩を行っていた（一部の便を除く）。

御殿場市内では、御殿場駅の市営駅南駐車場利用者に駐車料金割引があった（乗務員への駐車券提示で駐車場の700円券が進呈される） ほか、御殿場市立図書館と富士北麓駐車場（マイカー規制期間中は有料）にはバス利用者用無料駐車場があった。
2009年7月21日から同年10月26日の毎週月曜日（月曜日が祝日の場合は翌平日）に限り、山中湖旭日丘 → 東京駅間の早朝便（上り1本）を富士急行が運行していた（東京・河口湖号とほぼ同じ経路だが、市が尾バスターミナルは経由しなかった）。
2011年10月13日から、渋滞状況に左右されない利用者の定時性向上効果の検証を目的として、用賀PA → 用賀駅での東急田園都市線への乗り継ぎにより渋谷方面への運賃を100円に割り引く（通常190円）サービスを提供していた。なお、この乗り継ぎサービス本格実施に先立ち、2010年5月21日から約6ヶ月間の予定（実際は2011年3月の東日本大震災前まで継続された）で実証実験が行われた。

## 運行回数
- 毎日運行便：1日20往復（JRバス関東4往復、富士急16往復）。

## 歴史
- 2002年（平成14年）3月1日 - 1日6往復（各社3往復）で運行開始[2]。
- 2003年（平成15年）12月3日 - この日より富士急行担当便が東名向ヶ丘・市が尾バスターミナル・富士学校前に停車。
- 2005年（平成17年）3月25日 - この日よりJRバス関東便も東名向ヶ丘・市が尾バスターミナル・富士学校前に停車。
- 2008年（平成20年）6月1日 - 1日8往復に増便。
- 2009年（平成21年）
  - 8月1日 - 全便を御殿場駅に停車、一部便（2往復）を新木場駅発着とする（新木場駅 - 東京駅間は、のちに廃止）。
  - 9月5日 - この日より、土曜・日曜・祝日に季節運行便（2往復）を増便。
  - 12月5日 - 土曜・休日の一部便（2往復）が六本木ヒルズ・池尻大橋（上りのみ）経由となる。
- 2011年（平成23年）
  - 8月1日 - 「富士北麓駐車場」バス停を新設。
  - 10月13日 - 上り便（東京駅行）で用賀PAで東急田園都市線用賀駅への乗り継ぎサービスを開始。
- 2016年（平成28年）
  - 3月1日 - 富士急山梨バス・富士急行観光が東京駅(鉃鋼ビルディング) - 富士五湖・富士急ハイランド線の運行を、中央自動車道経由の1日12往復で開始[8]。
  - 5月9日 - 東京駅(鉃鋼ビルディング) - 富士五湖・富士急ハイランド線と統合し、東京駅 - 富士五湖・富士急ハイランド線となる。これに伴い東名高速道路経由の運行を終了した[9][10]。
- 2020年（令和2年）
  - 4月14日 - 新型コロナウイルスの影響により、この日より当面の間運休[11][12]。
  - 10月5日 - 一部便（7往復）の運行を再開[12]。
  - 11月20日 - 一部便（5往復）の運行を再開[12]。
- 2021年（令和3年）
  - 1月13日 - この日より一部便（5往復）が当面の間運休。
  - 1月20日 - この日より当面の間全便運休。
  - 2月20日 - 一部便（2往復）の運行を再開[13]。
  - 3月13日 - 一部便（2往復）の運行を再開。
  - 3月20日 - 一部便（2往復）の運行を再開。
  - 4月3日 - 一部便（1往復）の運行を再開。
  - 5月10日 - この日より一部便（1往復）が当面の間運休。
  - 7月22日 - 一部便（1往復）の運行を再開。
  - 12月1日 - 富士急行観光とフジエクスプレスの合併により、運行会社が富士急行観光本社営業所及び埼玉営業所からフジエクスプレス江戸川営業所・埼玉営業所に変更となる。
- 2022年（令和4年）
  - 3月7日 - 一部便の運行を再開。
  - 7月21日 - 一部便（4往復）の運行を再開[14]。
- 2023年（令和5年）
  - 2月1日 - 一部便（1往復）の運行を再開するとともに、1往復を河口湖駅 - 河口湖自然生活館間延伸[15][16]。
  - 4月1日 - 一部便（1.5往復）の運行を再開するとともに、早朝の東京駅発の1本を特定日運行に変更。夕方の河口湖駅発の1本が新たに東京ドームホテルを経由。あわせて運賃を改定[17][18]。
- 2025年（令和7年）2月8日 - JRバス関東担当の一部車両がSwallow Expressカラー車での運行となる。

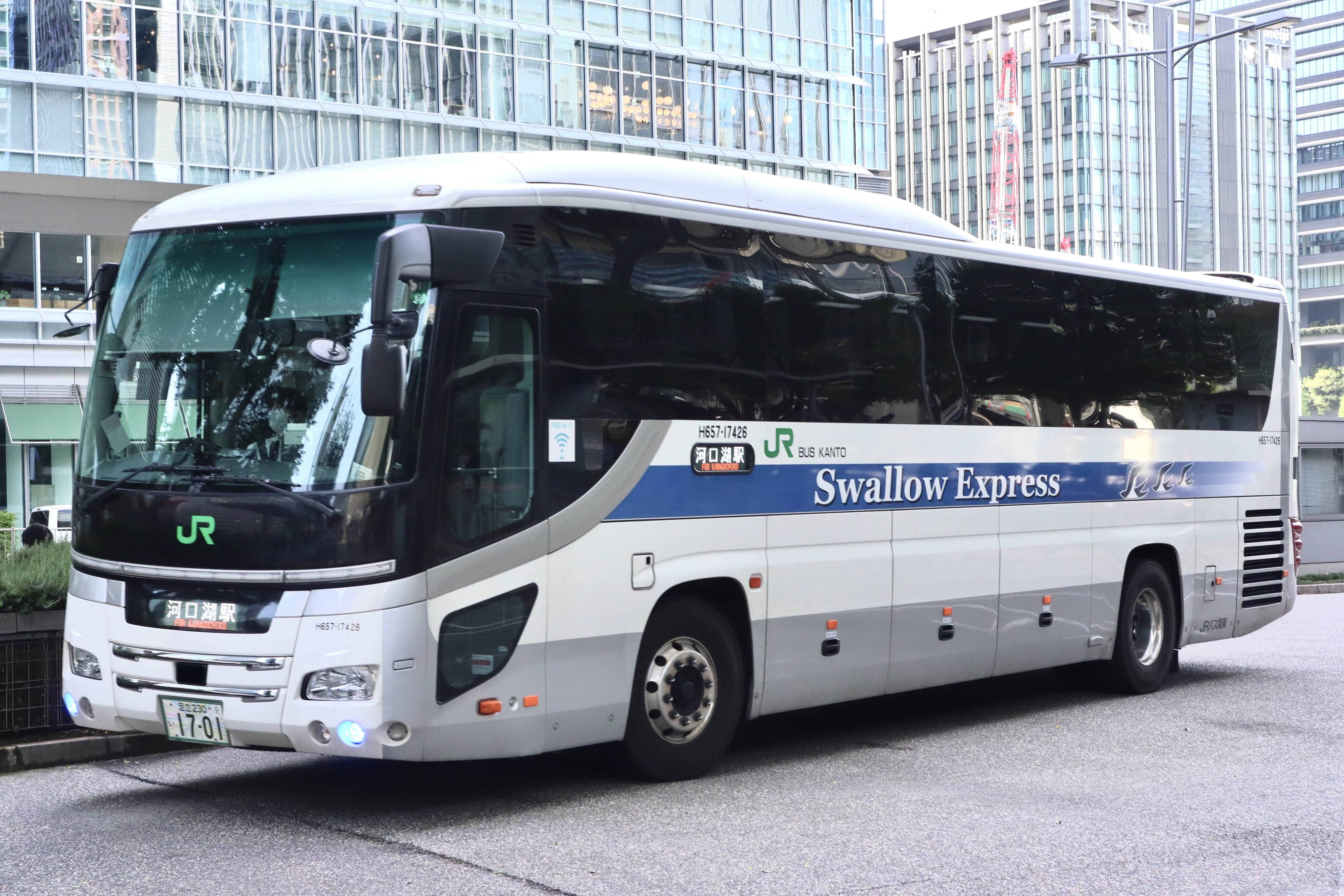
Swallow Expressカラーで運行される東京・河口湖号(H657-17426)

## 使用車両
- トイレ付のハイデッカー車が使用される。